# Empanada gallega

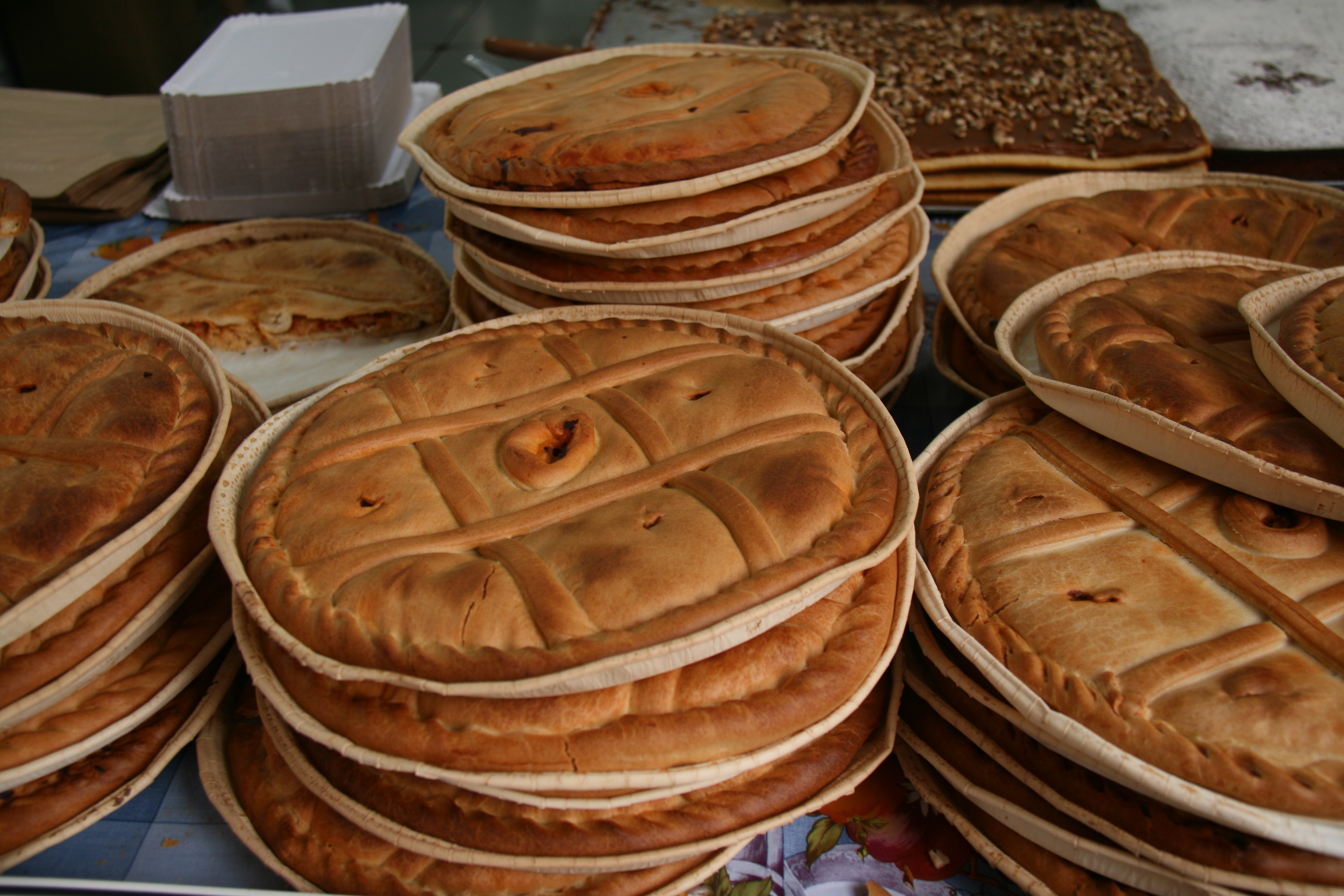
Empanada gallega

L'empanada gallega è un tipo di empanada tipica della Galizia.
È possibile trovarla con vari ripieni: carne, verdure, pesce o crostacei.
È preparata in particolar modo nei momenti di festa, utilizzando i prodotti tradizionali della costa e dell'entroterra galiziano. Può essere consumata sia calda che fredda.
In Galizia l'empanada è conosciuta fin dal periodo dei Goti, attorno al VII secolo, quando furono decretate le norme generali per la sua preparazione. Considerata in passato un alimento ideale per i pellegrini, si trova scolpita nel Portico della Gloria della Cattedrale di Santiago di Compostela.